# بروس هندرسون
بروس هندرسون (بالإنجليزية: Bruce Henderson)‏ هو رائد أعمال أمريكي، ولد في 30 أبريل 1915 في ناشفيل في الولايات المتحدة، وتوفي بنفس المكان في 20 يوليو 1992.